# Franz Rappolt
Franz Max Rappolt (* 3. Juli 1870 in Hamburg; † 25. November 1943 in Theresienstadt) war ein deutscher Unternehmer und Opfer des Holocaust.

## Leben

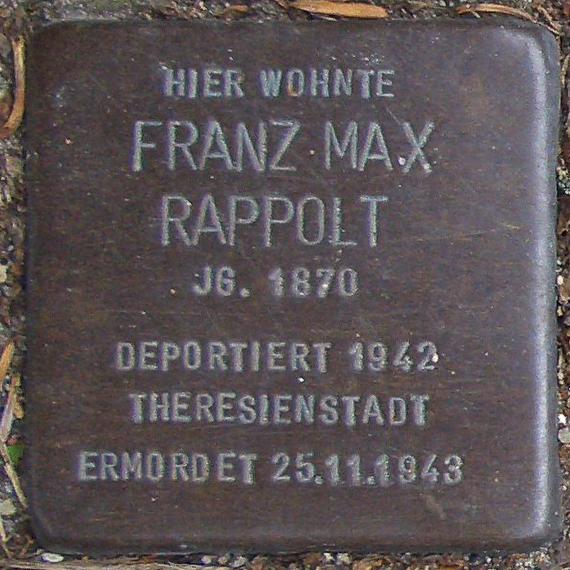
Ein Stolperstein vor dem ehemaligen Wohnhaus

Franz Rappolt war der Sohn des Unternehmers Joseph Rappolt. Er besuchte ein Gymnasium und absolvierte danach eine kaufmännische Lehre. Anschließend stieg er in das 1862 von seinem Vater mitgegründete Unternehmen Oppenheim & Rappolt ein, das gehobene Herrenmode anbot. Seine Brüder Arthur (1864–1918) und Paul (1863–1940) arbeiteten dort als Prokuristen. Von 1899 bis 1903 leitete Franz Rappolt eine Filiale des Unternehmens in Berlin, das seit Januar 1897 als Rappolt & Söhne firmierte. Spätestens ab 1912 hielt er Anteile an dem Unternehmen, das zu den Größten der Branche in Deutschland gehörte.
Rappolt, der im Unternehmen die Finanzen verantwortete, hatte gute Beziehungen zu Persönlichkeiten des Hamburger Bankwesens wie dem Bankhaus Warburg, der Simon Hirschland Bank und zu Paul Salomon, der die Dresdner Bank leitete. Da er das Unternehmen erfolgreich durch den Ersten Weltkrieg und die Große Inflation geführt hatte, erhielt er 1926 einen Ruf in das Plenum der Handelskammer Hamburg.
Nach der Machtübernahme der Nationalsozialisten gab die NSDAP als Ziel aus, Juden aus der Wirtschaft zu verdrängen. Rappolt & Söhne sah sich einem stetig zunehmenden politischen Druck ausgesetzt und wurde schrittweise administrativ entmachtet. 1938 übernahmen „arische“ Unternehmer das Kaufhaus, das die Familie Rappolt zwangsweise abgeben musste. Franz Rappolt, der nie einer politischen Organisation beigetreten war, überlegte, aus dem Deutschen Reich zu emigrieren, was ihm jedoch nicht gelang. Einer der Gründe hierfür war, dass die Nationalsozialisten sein Privatvermögen systematisch beschlagnahmt hatten.
Franz Rappolt ließ in Hamburg-Winterhude am Leinpfad 58 von dem Architekten Carl Bensel eine Stadtvilla errichten. Verheiratet war er mit Charlotte Rappolt, geborene Ehrlich, die sich am 6. März 1941 umbrachte. Das Ehepaar hatte zwei Söhne. Fritz Rappolt, 1900 geboren, wurde am 8. November 1941 in das Ghetto Minsk abtransportiert, wo er am 13. April 1942 erschossen wurde. Ein weiterer Sohn, Ernst Max, geboren 1905, emigrierte gemeinsam mit seiner Frau und jungen Familien im Mai 1938 in die USA. Sein Bruder Otto Rappolt beging am 25. Oktober 1941 Selbstmord. Der Bruder und Arzt Ernst Rappolt starb durch Suizid am 9. April 1942.
Nach der Deportation in das KZ Theresienstadt – gemeinsam mit seiner Schwägerin Johanna Rappolt, geborene Oppenheim – am 15. Juli 1942, starb er dort im November 1943. Seit 1965 erinnert der Rappoltweg in Hamburg-Lohbrügge an den ehemaligen Unternehmer. An dem ehemaligen Sitz des Unternehmens in der Mönckebergstraße 11 ist seit den 1980er Jahren der Name „Rappolt-Haus“ zu finden. Vor dem ehemaligen Wohnhaus am Leinpfad befindet sich seit 2001 ein Stolperstein, vor der Handelskammer Hamburg seit 2018 ein weiterer.